# Antônio de Alcântara Machado
Antônio Castilho de Alcântara Machado d'Oliveira (São Paulo, 25 de mayo de 1901 - Río de Janeiro, 14 de abril de 1935) fue un crítico literario y escritor brasileño, una de las figuras más importantes del movimiento llamado Modernismo brasileño.

## Selección de obras
- Pathé-Baby (1926), crónica de viaje
- Brás, Bexiga e Barra Funda (1927), cuentos
- Laranja da China (1928), cuentos
- Mana Maria (inacabado), novela
- Cavaquinho e saxofone (1940, póstuma), crónicas y ensayos

## Traducciones
- Pathé-Baby, prefacio de Oswald de Andrade, estampas de Paim, traducción al francés, notas y posfacio de Antoine Chareyre, París, Editions Pétra, colección "Voix d'ailleurs", 2013, 272p.
- Algunas de sus obras fueron vertidas al castellano en la revista Pontis.[3]